# اریک رمیرس
اریک رمیرس (انگلیسی: Eric Ramires؛ زادهٔ ۱۰ اوت ۲۰۰۰) بازیکن فوتبال اهل برزیل است.
از باشگاه‌هایی که در آن بازی کرده‌است می‌توان به باشگاه فوتبال باهیا اشاره کرد.
وی همچنین در تیم ملی فوتبال زیر ۲۰ سال برزیل بازی کرده‌است.